# رافاييل ريوس ري
رافاييل ريوس ري (بالإنجليزية: Rafael Ríos Rey)‏ هو رسام أمريكي، ولد في 28 يوليو 1911 في بونس، بورتوريكو في الولايات المتحدة، وتوفي في أبريل 1980 في سان خوان في بورتوريكو.